# Società semplice
La società semplice (S.s.), nell'ordinamento italiano, è una società di persone e il più elementare tipo di società; essa non può essere utilizzata per l'esercizio di un'attività commerciale.
Possono essere utilizzate, per esempio, in: attività agricole, attività professionali svolte in forma associata, gestione proprietà mobiliari o immobiliari, attività sportive dilettantistiche.

## Normativa generale
Dal punto di vista economico, non costituisce un tipo societario particolarmente rilevante, mentre, dal punto di vista giuridico, la sua disciplina, che è dettata dagli articoli 2251 - 2290 del codice civile italiano, si applica anche agli altri tipi di società personali, salvo quanto espressamente disposto dalla normativa specifica (art. 2293 c.c. e 2315 c.c.).
In forza della disposizione contenuta dall'art. 2249 c.c., secondo comma, quello della società semplice è il regime residuale per l'attività societaria non commerciale, a cui si fa riferimento nel caso i contraenti non abbiano deciso di adottare un diverso tipo sociale. Non è soggetta al fallimento in quanto non può esercitare attività commerciale, requisito richiesto dall'articolo 1, comma 1 della legge fallimentare italiana.
Secondo il codice del 1942 non era originariamente previsto alcun sistema pubblicitario, successivamente il D.P.R. 7 dicembre 1995 n. 581 per tale finalità ne ha disposto l'iscrizione in una sezione speciale del registro delle imprese e l'art. 2 del d.lgs. 18 maggio 2001, n. 228 ha poi stabilito che tale iscrizione ha efficacia di pubblicità dichiarativa ex art. 2193 ss. c.c. 

## Costituzione e conferimenti
Il contratto sociale (o atto costitutivo) non è soggetto a forme speciali (art. 2251 c.c.), salvo quelle richieste dalla natura dei beni conferiti. Il contratto può essere concluso anche verbalmente o può risultare da comportamenti concludenti. L'eventuale silenzio delle parti, in merito ad aspetti anche essenziali del contratto di società, è colmato dal legislatore con norme suppletive.
Una volta concluso, l'atto costitutivo può essere modificato in ogni momento e, in genere, all’unanimità, cioè col consenso di tutti i soci, se non è previsto diversamente dall'atto costitutivo stesso (art. 2252 c.c.).
Con la costituzione della società semplice, il socio si assume l'obbligo di effettuare dei conferimenti (art. 2253 c.c.), cioè apportare alla società beni e servizi necessari per l'esercizio comune dell'attività economica: 
- beni in natura: beni mobili o immobili, che possono essere in proprietà o in godimento;
- denaro;
- crediti: cessione di un credito del socio alla società, se il credito non viene pagato, il socio risponde sempre del mancato pagamento;
- attività lavorativa: il socio conferisce la propria attività lavorativa prestandola a favore della società (socio d'opera).

La libertà di forma per la costituzione delle società di persone incontra un limite quando forme speciali sono richieste dalla natura dei beni conferiti: così sarà necessaria la forma scritta a pena di nullità per il conferimento in proprietà di beni immobili; la forma scritta è tuttavia richiesta solo per la validità del conferimento immobiliare, non per la validità del contratto di società.

## Debiti sociali e debiti personali
La società semplice è contraddistinta da un'autonomia patrimoniale imperfetta: i creditori possono far valere i propri crediti nei confronti della società e nei confronti dei soci che hanno agito in nome e per conto della società. Salvo patto contrario, rispondono anche tutti gli altri soci (art. 2267 c.c.). I soci, però, nel momento in cui viene loro richiesto il pagamento, possono chiedere ai creditori la preventiva escussione del patrimonio sociale indicando i beni sui quali i creditori possano facilmente soddisfarsi. Tuttavia non esiste un vincolo da parte dei creditori, per cui essi possono anche direttamente aggredire il patrimonio del singolo socio, cosa che nelle società a nome collettivo e nelle società ad accomandita semplice non è possibile.
Il socio nuovo entrante risponde anche per le Obbligazioni sociali anteriori all'acquisto della qualità del socio (art. 2269 c.c.).
La responsabilità dei soci per i debiti sociali è:
- illimitata: i soci rispondono con tutto il loro patrimonio presente e futuro (art. 2740 c.c.);
- solidale: ad ogni socio può essere richiesto il pagamento dell'intero credito a prescindere dall'entità della sua quota di partecipazione; una volta che un socio ha pagato, può proporre un'azione di regresso contro gli altri soci (richiede quindi un rimborso per quanto versato al creditore).

I soci possono derogare al principio della responsabilità illimitata e solidale con uno specifico accordo che preveda invece la responsabilità limitata, in questo caso essi rispondono dei debiti sociali solo nei limiti della quota di partecipazione (non riguarda i soci amministratori).
Al contrario, la società non risponde dei debiti personali del socio, quindi il creditore personale del socio stesso non può aggredire il patrimonio sociale per soddisfare il suo credito né può il debitore nei confronti della società compensare il suo debito con un credito che vanta nei confronti del socio (art. 2271 c.c.). Egli però può (art. 2270 c.c.):
- soddisfarsi degli utili che la società dovrebbe ripartire al debitore;
- chiedere alla società la liquidazione della quota del debitore se questa non è la sua unica fonte;
- far sequestrare i beni residui che, in sede di liquidazione, dovrebbero essere restituiti al socio dopo il pagamento integrale dei debiti sociali (art. 2282 c.c).

## Amministrazione della società
Amministrare significa realizzare tutti gli atti necessari a svolgere l'attività economica e quindi a raggiungere lo scopo pratico per cui la società è costituita (atti di gestione). Nella società semplice l'amministrazione può essere:
- disgiuntiva (art. 2257 c.c.): spetta singolarmente a ciascun socio separatamente dagli altri, gli altri soci, comunque, possono fare opposizione all'atto che un socio intende compiere (è necessaria la maggioranza);
- congiuntiva (art. 2258 c.c.): gli atti di gestione devono essere compiuti con il consenso di tutti i soci (unanimità) o della maggioranza di essi. Il socio singolo può compiere solo gli atti ritenuti urgenti;
- mista: i soci possono stabilire nel contratto societario che una certa categoria di atti sia compiuta disgiuntamente dai soci e che per altri tipi di atti sia necessario il consenso di tutti i membri della società.

Il potere di amministrare, inoltre, può essere affidato ad un solo socio (amministratore unico).
Gli amministratori hanno normalmente il potere di realizzare decisioni riguardanti la scelta degli atti di gestione compiendo atti giuridici che producono i loro effetti direttamente in capo alla società; quindi un amministratore che conclude un contratto impegnando la società assume la rappresentanza della società stessa (art. 2266 c.c.):
- attività negoziale (sostanziale): conclusione di contratti e assunzione di debiti e crediti;
- costituzione in giudizio (processuale): partecipazione della società in un giudizio (es. proporre una causa per recuperare i crediti societari).

## Gli amministratori
Tra la società e gli amministratori si instaura un rapporto fiduciario simile al mandato, cioè quel contratto (art. 1703 c.c.) in forza del quale una parte (mandatario) si obbliga a compiere atti giuridici per conto dell'altra (mandante). In questo caso, gli amministratori hanno gli stessi diritti e obblighi del mandatario. I diritti degli amministratori sono:
- realizzare gli atti che ritengono necessari od opportuni per gli interessi della società;
- percepire il compenso stabilito dai soci.

È obbligo degli amministratori amministrare la società con la diligenza del mandatario:
- tutelare gli interessi della società;
- evitare situazioni di conflitto di interessi;
- informare la società degli affari più importanti;
- presentare il rendiconto dell'amministrazione;
- consentire ai soci di controllare il loro operato;
- osservare le altre prescrizioni poste a loro carico dalla legge o dall'atto costitutivo.

Gli amministratori che con dolo o con colpa non adempiono ai loro doveri sono personalmente e solidalmente (se più amministratori) responsabili (azione di responsabilità) per i danni causati alla società (art. 2260 c.c.).
La funzione di controllo sulla gestione spetta indistintamente a ciascun socio (art. 2261 c.c.):
- richiedere e ottenere informazioni dagli amministratori sull'andamento degli affari;
- consultare i documenti relativi all'amministrazione;
- ottenere il rendiconto alla fine di ogni anno.

## Utili
Le società semplici non sono dotate di partita iva ma solo del codice fiscale; questo aspetto le esonera dall'obbligo di emettere fattura elettronica, essendo sufficiente ad esempio certificare l'incasso degli affitti o delle quote associative con una semplice ricevuta fiscale.

## La ripartizione degli utili e delle perdite
Salvo patto contrario, ciascun socio ha diritto di percepire la sua parte di utile dopo l'approvazione del rendiconto (art. 2262 c.c.). I criteri di ripartizione sono fissati al momento dell'atto costitutivo, fermo restando il divieto del patto leonino (art. 2265 c.c.), in base al quale è nullo il patto con cui uno o più soci sono esclusi dalla partecipazione degli utili o delle perdite; se l'atto costitutivo non specifica nulla, si applicano i criteri di ripartizione fissati dalla legge (art. 2263 c.c.):
- ogni socio ha diritto di percepire una parte degli utili proporzionale al suo conferimento;
- se l'atto costituito non specifica, si presuppone che siano stati fatti uguali conferimenti;
- se il conferimento ha avuto per oggetto un'attività lavorativa o dei servizi, la parte di utile è determinata dal giudice secondo equità.

## Abbandono di un singolo socio
Se il rapporto sociale si scioglie nei confronti di un solo socio, la società continua nella sua attività. Esso può avvenire per:
- morte (art. 2284 c.c.): i soci possono scegliere se liquidare la quota agli eredi del defunto, sciogliere la società oppure far subentrare nella società gli eredi stessi;
- recesso (art. 2285 c.c.): atto unilaterale con il quale il socio dichiara di non voler far più parte della società. Si possono distinguere tre diverse ipotesi di recesso:

1. Società contratta a tempo determinato: il socio può recedere solo se sussiste giusta causa.
2. Società contratta a tempo indeterminato o per tutta la vita di uno dei soci: si può recedere in qualsiasi momento dando un preavviso di almeno tre mesi.
3. Recesso convenzionale: al verificarsi di una delle cause previste dal contratto sociale.

Il recesso è esercitato per giusta causa nel caso di un evento di forza maggiore (infermità mentale); se alcuni soci compiono delle operazioni o scorrettezze che fanno venire meno la fiducia tra i soci, questo legittima il socio succube delle scorrettezze a recedere; socio amministratore isolato dagli altri è una giusta causa di recesso; insanabile dissidio tra i soci; l'ampliamento dell'oggetto sociale comporta giusta causa di recesso per i soci contrari all'ampliamento. Giuste cause di recesso possono essere reperite dalle cause di recesso delle società di capitali (art. 2437 e 2473 c.c.)
- esclusione (art. 2286 c.c.): l'uscita dalla società avviene contro la volontà del socio e può essere di diritto (viene automaticamente escluso) o deliberata dalla società (es. interdizione o inabilitazione del socio oppure gravi violazioni della legge o dell'atto costitutivo). L'opposizione del socio deve essere presentata entro 30gg. dal momento della comunicazione di esclusione.[19]

Quando un socio cessa di far parte della società si procede alla liquidazione della quota (art. 2289 c.c.), cioè la società deve corrispondere una somma di danaro pari al valore della quota. Se vi sono operazioni in corso, il socio o i suoi eredi partecipano agli utili e alle perdite inerenti alle operazioni medesime e sono responsabili verso terzi per le obbligazioni sociali fino al giorno dello scioglimento. La società deve pagare quanto dovuto entro sei mesi dallo scioglimento del rapporto sociale.

## Scioglimento del rapporto sociale
Secondo l'art. 2272 c.c. la.società si scioglie per:
- decorso del termine: nell'atto costitutivo viene indicato il periodo di durata della società. Lo scioglimento può essere tacitamente prorogato (2273 c.c.) quando, decorso il periodo di durata, i soci continuano a compiere le operazioni sociali;
- conseguimento dell'oggetto sociale o impossibilità di conseguirlo;
- volontà di tutti i soci;
- venir meno della pluralità dei soci: rimane un solo socio (sei mesi per ricostituirla);
- altre cause previste dal contratto sociale.

Al momento dello scioglimento si pone il problema di liquidare, cioè trasformare in denaro liquido, il patrimonio della società. Se l'atto costitutivo non prevede nulla, la liquidazione viene effettuata da uno o più liquidatori nominati dai soci stessi, all'unanimità, o nel caso di mancanza della loro decisione dal Tribunale. La società si estingue, cioè cessa di esistere, con la chiusura della liquidazione.
I liquidatori devono: 
- prendere in consegna dagli amministratori i beni e la documentazione contabile della società;
- redigere l'inventario delle attività e delle passività sociali;
- procedere alla liquidazione del patrimonio vendendo i beni sociali;
- pagare i creditori sociali;
- ripartire l'attivo rimanente tra i soci.

La società si può definire davvero terminata quando viene cancellata dal registro delle imprese.